# Тихонравов Микола Савич
Микола Тихонравов (15 жовтня 1832 село Шеметово, Калузька губернія — 9 грудня 1893, Москва) —  філолог, дослідник творчості українського просвітителя Стефана Яворського, історик російської літератури, ректор Московського університету.

## Життєпис
Батько Ніколая працював фельдшером в одній із московських лікарень. 
Микола закінчив 3 Московську гімназію із срібною медаллю у 1849. 
Вступив до Головного педагогічного інституту. У наступному році була надрукована його перша наукова робота.
1850 – перейшов у казеннокоштні студенти на історико-філологічний факультет Московського університету, який закінчив у 1853 зі ступенем кандидата. Під час навчання з’явилося ще кілька робіт Тихонравова, серед яких: О смирдинском издании сочинений Ломоносова (Московские ведомости. — 1852. — № 74).
Після закінчення університету у 1853—1857 викладав історію на російську словесність у 1-й Московській гімназії. Також викладав у Алєксандрівському сирітському кадетському корпусі. У цей час Тихонравав опублікував твір Граф Ф. В. Растопчин и литература в 1812 году (СПб., 1854) і взяв участь у двох ювілейних виданнях Московського університету  — «Біографічний словник професорів Московського університету» та «Біографічний літопис найвідоміших студентів Московського університету» .
1857 – зайняв у Московському університеті катедру педагогії, а через деякий час йому було доручено читати лекції по історії російської літератури.
З початком викладацької діяльності в університеті пов’язано з початком вивчення Тихонравовим давньоукраїнської «зреченої» (забороненої московською церквою) літератури; у 1863 були надруковані «Пам’ятники зреченої руської літератури»  (Том 1 та Том 2). Але перед цим він власним коштом видав п’ятитомний «Літопис руської літератури та древності» (М.: Тип. Грачева і комп., 1859—1863), метою якого було «розширити коло історико-літературних та археологічних досліджень, ознайомлюючи із такими пам’ятниками нашої літератури і древності, які до сих пір, не дивлячись на своє високе значення, залишаються не опублікованими і зміст яких не підпорядковувався детальному вивченню».
1870 отримав ступінь доктора руської словесності honoris causa і з цього року він — екстраординарний професор, а у 1871—1893 — ординарний професор катедри історії російської мови і російської літератури.
1876 був обраний деканом історико-філологічного факультету; з 1877 – 1883 був ректором Імператорського Московського університету.
1882 – Заслужений професор Московського університету.
1889 – припинив читання лекцій в університеті;
1890 – обраний ординарним академіком Петербурзької Академії наук.

## Наукові роботи
Роботи в основному присвячені: 
1. критичному виданню пам’ятників середньовічної руської літератури,
2. дослідженням окремих питань.

До першої групи праць Тихонравова відноситься низка публікацій у «Літописах руської літератури і древності», які він видавав  (5 тт., 1859—1863), наприклад «Повість про Савву Грудцині», «Сказання про Індійське царство», «Вірш про блакитну книжку», «Життєпис протопопа Аввакума» та інші, потім «Пам’ятки зреченої руської літератури» (1863), «Слово о полку Ігоревім»  та інші
Дослідницькі роботи Тихонравова невеликі за об’ємом і майже завжди пов’язані з текстами, що вже публікувалися; це статті про апокрифи, про початковий період руського театру і т.д. 
Особливо слід відзначити велику статтю «Московські вільнодумці XVIII століття і Стефан (Яворський)» («Російський вісник», 1870, кн. 9; 1871, кн. 2 и 6). Велика частина робіт Тихонравова, що не виходила окремими виданнями, передрукована в його творах. 